# Aero Tropical
Az Aero Tropical, más néven Air Tropical egy angolai székhellyel rendelkező légitársaság volt. 1996-ban alapították, és 1999-ben szüntették meg működését.

## Események és balesetek
- 1996. február 27-én helyi idő szerint 05:40-kor egy Aero Tropical Antonov An–12 teherrepülőgép a gyenge látótávolság miatt lezuhant a Lucapa repülőtérre. A repülőgép fedélzetén mind a nyolc ember meghalt.

## Flotta
A flotta egy Antonov An–12 és egy Antonov An–32B típusú repülőgépből állt.

## Fordítás
- Ez a szócikk részben vagy egészben  az   Aero Tropical című angol Wikipédia-szócikk ezen változatának fordításán alapul.  Az eredeti cikk szerkesztőit annak laptörténete sorolja fel. Ez a jelzés csupán a megfogalmazás eredetét és a szerzői jogokat jelzi, nem szolgál a cikkben szereplő információk forrásmegjelöléseként.

## Kapcsolódó szócikk
- Légitársaságok listája